# 2022年美國選舉
2022年美國選舉（英語：2022 United States elections）於2022年11月8日星期二舉行。本屆選舉是總統乔·拜登在2021年1月20日上任後的首場全國性選舉，不僅是乔·拜登的期中考，也是2024年總統大選的前哨戰。
眾議院435個席位和參議院100個席位中的35個席位將全部展開角逐。39個州和地區州長以及許多其他州和地方選舉也將展開角逐。這是2020年美國人口普查以來，首次受到重新劃分選區影響的選舉。在野党共和党在本次选举中以9个席位的优势夺回众议院控制权，而民主党则保持了参议院控制权并净增一席。
一般来讲，美国总统所属的执政党常常会在中期选举中失去相当多的国会议席；但本届选举中的民主党表现却明显优于历史同期的执政党表现。共和党在佛罗里达州、德克萨斯州和纽约州表现优异，但在佐治亚州、宾夕法尼亚州、亚利桑那州、密歇根州等关键摇摆州遭到了历史性的失败。在这些摇摆州的各级选举中，对2020年选举结果表示疑问或得到前总统唐纳德·特朗普支持的共和党候选人普遍遭到选民拒绝；这与选前媒体预测、民调结果和高通胀、高犯罪率的社会环境出现了明显差异。
民主党还从共和党手中夺得了密歇根州参众两院、明尼苏达州参议院和宾夕法尼亚州众议院的控制权，从而获得了对密歇根州、明尼苏达州、马萨诸塞州和马里兰州地方议会和州长席位的绝对控制，并在阿拉斯加州参议院与共和党组建了联合政府。加利福尼亚州、肯塔基州、密歇根州、佛蒙特州、蒙大拿州、堪萨斯州选择将堕胎权问题交由州内选民公投决定，支持堕胎权的一方在这些公投中悉数取得胜利。
早前美国最高法院在多布斯诉杰克逊妇女健康组织案中推翻联邦对堕胎权的保护的裁决、对特朗普再次参选美国总统的担忧以及共和党极右翼候选人等因素激发了民主党选民的投票热情。本次选举的选民总投票率和18-29岁之间的年轻选民投票率均为1970年以来的第二高（仅次于2018年）。2012年以来的人口政治学趋势在本次选举中得到延续：共和党在工薪阶层、尤其是白人和拉丁裔工薪阶层中继续取得进展，而民主党则在相对富裕阶层和受过大学教育的阶层中取得了更多选票。

## 联邦选举

### 参议院选举
美國參議院100個席位中有35個將參加普通换届選舉，包括所有34個第3組席位和俄克拉荷马州因为吉姆·因霍夫议员任内辞职退休而举行的特别选举。由於參議員的任期為六年，第3組參議員最後一次定期舉行的選舉是在2016年舉行的。
民主党成功保卫了所有在任参议院席位；共和党成功保卫了除宾夕法尼亚州以外的所有参议院席位。宾州民主党候选人约翰·费特曼击败了穆罕默德·奥兹，赢得了由于共和党参议员帕特·图米退休而留下的空缺席位。这是本届参议院选举唯一一个出现党派易手的席位。阿拉斯加州温和共和党人莉萨·穆尔科斯基击败党内右翼挑战（阿拉斯加州采取无党派排序投票制选举）并赢得选举。佐治亚州民主党参议员拉斐尔·沃纳克在12月6日的特别选举中击败了共和党挑战者赫什尔·沃克（Herschel Walker），赢得第一个完整参议院任期。亚利桑那州参议员克里斯滕·希尼玛于12月9日宣布离开民主党、重新注册为独立人士，但她表示会继续保持自己的参议院委员会席位、并且不会参与共和党党团。

### 众议院选举
美國眾議院所有435個有投票權的席位都將參加選舉。截至2020年11月，只有史蒂夫·科恩（田納西州政治人物）和吉姆·庫珀（Jim Cooper）（均為田納西州民主黨人）兩位眾議員宣佈了他們在2022年再次參選的計畫。埃迪·伯尼斯·約翰遜（Eddie Bernice Johnson）（德克薩斯州民主黨人）宣佈她將退休。這些競選的現任者是在2020年眾議院選舉和隨後的特別選舉中確定的。由於這些選舉將是2020年後人口普查重新劃分地區後的首次選舉，一些地區可能缺少一名現任者或有多名現任者。
2021年1月底，有關通過《華盛頓特區准入法案》的討論再次被提起，這意味著該法案有可能被通過成為法律，從而在第117届國會期間承認哥倫比亞特區為一個被稱為道格拉斯聯邦的州。這將給未來的州兩名參議員和一名眾議院議員。2020年選舉還舉行了波多黎各地位公投，波多黎各領土投票贊成作為一個州加入聯盟。與特區一樣，它也將有兩名參議員，但與特區不同的是，根據人口規模和分配公式，它將在眾議院獲得五個席位。
民主党选前在众议院拥有220-212席的席位优势。共和党以222席对213席的微弱优势击败民主党，取得了众议院控制权。投票赞成弹劾特朗普并且挺过党内初选的的两位共和党众议员——华盛顿第4选区代表丹·纽豪斯和加利福尼亚第22选区代表大卫·瓦拉道——各自赢得连任。民主党国会竞选委员会主席肖恩·帕特里克·马洛尼在纽约第17国会选区的众议院选举中落败，这是1980年来首次有民主党国会竞选委员会主席输掉自己的连任选举。

## 地方选举
行政首长选举
36个州举行州长选举，3个海外属地举行总督选举，当选者任期四年。
民主党从共和党手中夺得了马里兰州、马萨诸塞州和亚利桑那州的州长职位，并保住了密歇根州、威斯康星州、宾夕法尼亚州、堪萨斯州和俄勒冈州的州长职位。共和党以明显优势保住了佛罗里达州、德克萨斯州和佐治亚州的州长席位，并以微弱优势从民主党手中得到内华达州州长席位。
传统摇摆州佛罗里达州的共和党州长罗恩·德桑蒂斯以压倒性优势击败了民主党挑战者查理·克里斯特取得连任，并且在民主党基本盘拉丁裔选民中取得明显进展。此次超预期表现巩固了其2024年总统候选人领跑者的地位，也让一些观察人士认为佛罗里达州正在由摇摆州向共和党强势州发展。
总检察长选举
30个州、3个海外属地和华盛顿特区举行总检察长选举。
财政部长选举
28个州举行财政部长选举（犹他州为补选）。
议会选举
除奇数年举行选举的路易斯安那州、密西西比州、新泽西州和弗吉尼亚州外，大多数州份及海外属地举行议会选举。部分州会采用分批选举制度，仅挑选部分席位改选，其余席位留待下一次选举改选。
民主党维持了其已经控制的所有地方议会的控制权，这是1934年以来的首例；并且从共和党手中夺得了密歇根州参众两院、明尼苏达州参议院和宾夕法尼亚州众议院的控制权，从而获得了对密歇根州、明尼苏达州、马萨诸塞州和马里兰州地方议会和州长席位的绝对控制。
公投
针对早前美国最高法院在《多布斯诉杰克逊妇女健康组织案》中的裁决，加利福尼亚州、堪萨斯州、肯塔基州、密歇根州、蒙大拿州和佛蒙特州决定针对堕胎权进行公投。公投语言不尽相同，但支持堕胎权的一方在这些公投中悉数取得胜利。
在田纳西州，《田纳西州宪法第一修正案》要求雇主不能强制员工加入工会。该公投得到通过。内布拉斯加州、内华达州和华盛顿特区选民公投提高了州内最低工资水平；南达科塔州选民公投赞成扩大联邦医疗补助覆盖范围；马里兰州和密苏里州公投通过了非医用大麻合法化法案；科罗拉多州选民通过迷幻药物合法化提案；内华达州选民通过实行排序选举制的公投。阿拉巴马州、田纳西州、俄勒冈州和佛蒙特州公投禁止将奴隶制作为刑事惩罚手段；路易斯安那州该投案遭否决。